# 洛基喬基奧
洛基喬基奧是東非國家肯雅的城鎮，由裂谷省負責管轄，位於該國西北部，距離與南蘇丹接壤的邊境約30公里，海拔高度632米，鎮上有機場設施，1999年人口36,187。

## 外部連結
- The town on Kenya map
- Photos of Lokichokio from Rob Rooker
- Photos of Loki by Dave Warner
- Photos of Loki by James Witteveen